# Cor Schuuring
Cornelis "Cor" Schuuring, född 30 mars 1942 i Amsterdam, är en nederländsk före detta tävlingscyklist.
Schuuring blev olympisk bronsmedaljör i lagförföljelse vid sommarspelen 1964 i Tokyo.